# Ibn Zàkur
Abu-Abd-Al·lah Muhàmmad ibn Qàssim ibn Muhàmmad ibn Abd-al-Wàhid ibn Àhmad al-Fassí al-Maghribí, conegut com a Ibn Zàkur, fou un historiador i poeta marroquí nascut a Fes al començament del segle xvii.
Va deixar diverses obres sobre gramàtica, retòrica, poesia, dret, teologia, biografia i història. Va morir a Fes l'11 d'abril de 1708.